# Koki Ueyama
Koki Ueyama (japanisch 上山 紘輝 Ueyama Koki; * 15. Mai 1999 in Matsusaka) ist ein japanischer Leichtathlet, der sich auf den Sprint spezialisiert hat. 2023 siegte er über 200 Meter bei den Asienspielen.

## Sportliche Laufbahn
Erste internationale Erfahrungen sammelte Koki Ueyama im Jahr 2018, als er bei den U20-Weltmeisterschaften in Tampere mit 21,24 s im Halbfinale im 200-Meter-Lauf ausschied und mit der japanischen 4-mal-100-Meter-Staffel in 39,23 s den vierten Platz belegte. 2022 startete er über 200 Meter bei den Weltmeisterschaften in Eugene und schied dort mit 20,48 s im Halbfinale aus. Zudem wurde er mit der Staffel im Vorlauf disqualifiziert. Im Jahr darauf gewann er bei den Asienmeisterschaften in Bangkok in 20,53 s die Bronzemedaille über 200 Meter hinter seinem Landsmann Towa Uzawa und Yang Chun-Han aus Taiwan. Im August schied er bei den Weltmeisterschaften in Budapest mit 20,66 s in der ersten Runde aus, ehe er bei den Asienspielen in Hangzhou in 20,60 s die Goldmedaille gewann. Zudem sicherte er sich mit der Staffel in 38,44 s gemeinsam mit Yoshihide Kiryū, Yūki Koike und Shōtō Uno die Silbermedaille hinter dem chinesischen Team. Bei den World Athletics Relays 2024 auf den Bahamas sicherte er der Staffel einen Startplatz bei den Olympischen Sommerspielen in Paris, bei denen er mit 20,92 s in der Hoffnungsrunde über 200 Meter ausschied und mit der Staffel in 37,78 s im Finale den fünften Platz belegte.
2022 wurde Ueyama japanischer Meister im 200-Meter-Lauf.

## Persönliche Bestzeiten
- 100 Meter: 10,31 s (+0,5 m/s), 19. August 2022 in Fukui
- 200 Meter: 20,26 s (+1,0 m/s), 18. Juli 2022 in Eugene
- 300 Meter: 33,72 s, 21. April 2019 in Izumo